# Suzlon Energy
Suzlon Energy er en indisk fabrikant af vindmøller til fremstilling af elektrisk energi. Firmaet blev grundlagt i 1995 med kun 20 medarbejdere.
I dag har firmaet over 16.000 medarbejdere i 25 lande – med hovedvægt på USA, Asien, Australien og Europa. Endvidere har firmaet avancerede R&D faciliteter i Belgien, Danmark, Holland og Tyskland.
Markedsledende i Asien – Suzlons markedsandel kombineret med REpower steg til 9,8% i 2010 og hermed verdens 3. største vindmølleproducent.

## Historie
Suzlon blev etableret som tekstilvirksomhed i 1995 med kun 20 medarbejdere af Tulsi R. Tanti, som købte en vindmølle, fordi virksomheden manglede strøm.
Det efterfølgende år, blev der indgået en licensaftale med den tyske vindmølleproducent Südwind, der senere gik konkurs, hvorefter Suzlon købte værdierne.
I år 2003 åbnede Suzlon et repræsentationskontor i Kina og i 2004 etablerede Suzlon sit internationale hovedkontor i Danmark.

## Fodnoter
1. ↑  "Vindmøller: Som at sælge sand i Sahara " (Webside ikke længere tilgængelig) – miljomagasinet.dk 2010